# Charlotte Lewis (attrice)
Charlotte Lewis (Londra, 7 agosto 1967) è un'attrice inglese.

## Biografia
Nasce a Kensington da una famiglia di origine irlandese-iracheno-kazako-cilena. 

### Carriera
Lewis debuttò nel cinema quando era ancora una teenager nel film del 1986 di Roman Polanski Pirati. Nello stesso anno recitò come personaggio femminile principale in Il bambino d'oro insieme a Eddie Murphy. Successive comparse comprendono i film Tripwire (1990) e Storyville (1992), antagonista James Spader. Ebbe inoltre un ruolo da co-protagonista in L'ultima missione (Men of War, 1994), insieme a Dolph Lundgren, e nel film del 1995 Decoy. Lewis recitò inoltre nel film del 2003 Hey DJ.
Lewis comparve anche in un dipinto in copertina della rivista Playboy nel luglio del 1993.
Lewis recitò nel film del 2019 Lost Angelas nel ruolo di Angie Malone, uno dei ruoli del titolo.

### Accuse contro Roman Polanski

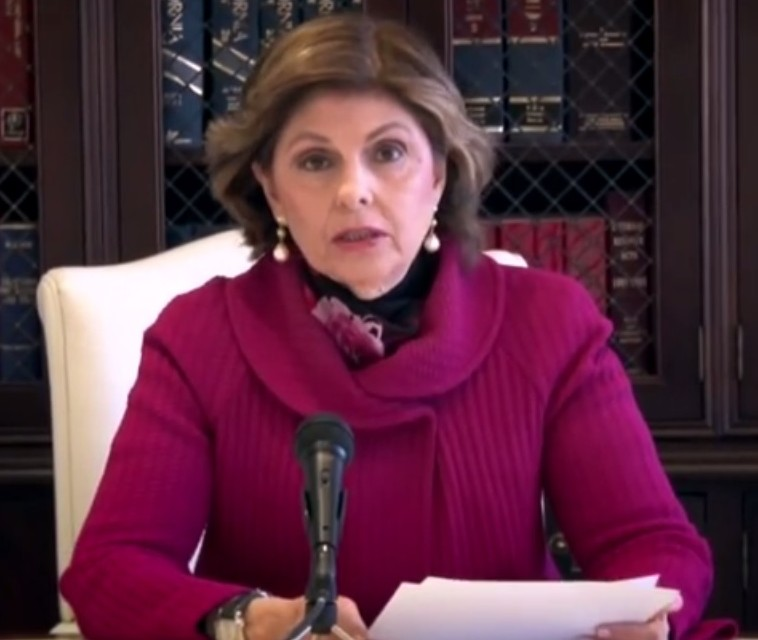
Gloria Allred, l'avvocato di Charlotte Lewis, nel 2012

Il 14 maggio 2010, Lewis e il suo avvocato Gloria Allred accusarono Roman Polanski di aver assalito sessualmente l’attrice quando lei era ancora sedicenne, mentre i due stavano lavorando insieme al film Pirati. La Pubblica accusa di Los Angeles confermò di aver interrogato Lewis in relazione alle accuse mossegli. Secondo Lewis, il fatto si sarebbe verificato nell’appartamento di Polanski a Parigi nel 1983.
Nel 2010, un articolo chiamò in causa il testimone di Lewis riferendo una versione dei fatti che lei diede in un’intervista al britannico News of the World, nella quale ella avrebbe parlato di una relazione con Polanski, insieme a molti altri attori. Successivamente, nel dicembre 2019, la rivista francese L'Obs tornò sulla storia del News of the World, riferendo di una "violenta campagna per screditarla" sui media. Charlotte Lewis disse: "Io ero completamente sola nel 2010. Nessuno mi credeva. Dicevano che io ero una prostituta, una bugiarda. Io sono un po' ansiosa di parlare. I media mi hanno resa così depressa!"

## Filmografia

### Cinema
- Pirati (Pirates), regia di Roman Polański (1986)
- Il bambino d'oro (The Golden Child), regia di Michael Ritchie (1986)
- Minaccia d'amore, regia di Ruggero Deodato (1988)
- Tripwire: sul filo del rasoio (Tripwire), regia di James Lemmo (1989)
- Il mistero di Storyville (Storyville), regia di Mark Frost (1992)
- Da solo contro tutti (Excessive Force), regia di Jon Hess (1993)
- L'ultima missione (Men of War), regia di Perry Lang (1994)
- Embrace of the Vampire, regia di Anne Goursaud (1995)
- Decoy, regia di Vittorio Rambaldi (1995)
- Hey DJ, regia di Miguel Delgado, Jon Jacobs e Agostino Carollo (2003)
- Get Lucky, regia di Sacha Bennett (2013)

### Televisione
- Crime Story – serie TV, 1 episodio (1988)
- Doppio identikit (Sketch Artist), regia di Phedon Papamichael – film TV (1992)
- Red Shoe Diaries – serie TV, 1 episodio (1993)
- Seinfeld – serie TV, 1 episodio (1995)
- Viper – serie TV, 1 episodio (1996)
- Renegade – serie TV, 1 episodio (1996)
- Highlander: The Raven – serie TV, 1 episodio (1999)

## Doppiatrici italiane
Nelle versioni in italiano delle opere in cui ha recitato, Charlotte Lewis è stata doppiata da:
- Cristiana Lionello in Pirati
- Roberta Paladini ne Il bambino d'oro
- Laura Boccanera ne Il mistero di Storyville